# Wiomarc'h
Wiomarc'h, o Guyomarch  (... – 825), è stato a capo dei Bretoni nel corso della rivolta durata dall'822 all'825.
Non sappiamo con certezza se rivendicò o meno il titolo di sovrano, conoscendolo essenzialmente tramite le testimonianze del cronista franco Eginardo, e dell'anonimo detto "Astronomus", secondo il quale «sembrava avere un'autorità maggiore degli altri capi bretoni»; è sicuro che si ribellò contro i dominatori Franchi nell'822, continuando ad opporvisi sino alla morte sopraggiunta nell'825. La sua ribellione potrebbe essere stata provocata dall'istituzione di una contea franca a Poutrocoet tra l'818 e l'820.

## Biografia
Wiomarc'h sembra esercitasse il proprio potere nel nord della Bretagna, precisamente nella regione occidentale della Dumnonia. L'utilizzo successivo del medesimo nome da parte dei Visconti di Léon ha indotto certi storici a postulare la discendenza di questi da Wiomarc'h. Secondo Pierre Le Baud egli fu: «Guihomarus figlio o nipote di Morvannus, cui succedette come visconte di Léon».
La sua fu la prima ribellione in Bretagna da quando Ludovico il Pio aveva pacificato la regione dopo la sconfitta di Morvan nell'818. Nell'autunno 822, Wiomarc'h aveva già dato inizio alla ribellione della Bretagna, poiché, secondo Eginardo, Lamberto I di Nantes guidò gli altri conti della marca di Neustria contro Wiomarc'h, mettendo a ferro e fuoco la regionema la resistenza opposta valse a conservargli la libertà.. 
Quando l'insurrezione riprese vigore nell'824, Ludovico stesso si diresse su Rennes, città vicina alle frontiere della Bretagna (il che suggerisce che il centro del potere di Wiomarc'h fosse nel nord della Britannia, ovest della Dumnonia, e non nel sud-ovest come per Morvan).
A Rennes Ludovico divise l'armata in tre contingenti, affidandone due ai figli, Pipino I di Aquitania e Ludovico II il Germanico, e riservando per sé il comando del terzo; entrò quindi in Bretagna e la mise a ferro e fuoco per più di quaranta giorni, ma di nuovo Wiomarc'h non si arrese, e il sovrano ripartì per Rouen, il 17 novembre.
Secondo Regino di Prüm, la cui cronologia è peraltro assai poco affidabile, Ludovico venne sconfitto dai Bretoni nell'836, ma probabilmente la data corretta è l'824. Sia la Vita Hludowici Imperatoris di Astronomus che gli Annales Regni Francorum citano l'entità della devastazione portata dall'esercito franco, ma trascurano di riportare l'esito della campagna; il che probabilmente significa che per i Franchi non fu un successo.
Nel maggio 825 Wiomarc'h condusse gli altri capi bretoni ad Aquisgrana per concludere la pace con Ludovico, il quale assicurò il suo perdono, accordò doni ed altre concessioni ricevendo in cambio il giuramento di lealtà. Al ritorno, Wiomarc'h però tradì la fiducia dell'imperatore e riaccese la ribellione provocando devastazioni e incendi. Ma, nel corso di quello stesso anno, Wiomarc'h fu ucciso nella sua stessa casa dagli uomini di Lamberto I di Nantes, per aver fatto la pace con i Vichinghi..
La notizia della morte di Wiomarc'h è confermata anche nei Fuldensis Annales.

### Fonti primarie
- (LA)  Monumenta Germanica Historica, tomus I.

### Letteratura storiografica
- René Poupardin, Ludovico il Pio, in «Storia del mondo medievale», vol. II, 1999, pp. 558–582.
- André Chédeville e Hubert Guillotel, La Bretagne des saints et des rois Ve-Xe siècle, Éditions Ouest-France (1984)
- Noël-Yves Tonnerre, Naissance de la Bretagne. Géographie historique et structures sociales de la Bretagne méridionale (Nantais et Vannetais) de la fin du VIIIe à la fin du XIIe siècle, Presses de l'Université d'Angers Angers (1994) ISBN 2-903075-58-1
- Julia M. H. Smith, Province and Empire: Brittany and the Carolingians. Cambridge University Press, 1992